# Folkkampanjen mot kärnkraft-kärnvapen
Folkkampanjen mot Kärnkraft och Kärnvapen, FMKK,  är en partipolitiskt obunden ideell förening i Sverige, som arbetar mot kärnkraft och kärnvapen. Organisationen bildades 1979 under namnet Folkkampanjen Nej till kärnkraft efter att de politiska partierna engagerat sig mer aktivt i arbetet för att organisera oppositionen mot kärnkraft inför folkomröstningen om kärnkraft 1980. Då fanns redan sedan 1978 en befintlig organisation med det likartade namnet Folkkampanjen mot atomkraft.
Organisationen kopplar ihop den civila kärnkraften med de militära kärnvapnen – där även de så kallade DU-vapnen ingår. Folkkampanjen verkar för att stoppa all kärnkraft för civilt och militärt bruk, att satsa på förnyelsebara energikällor samt att avskaffa kärnvapnen. Folkkampanjen skall sträva efter ett nära samarbete med andra nationella och internationella organisationer med likartade syften.

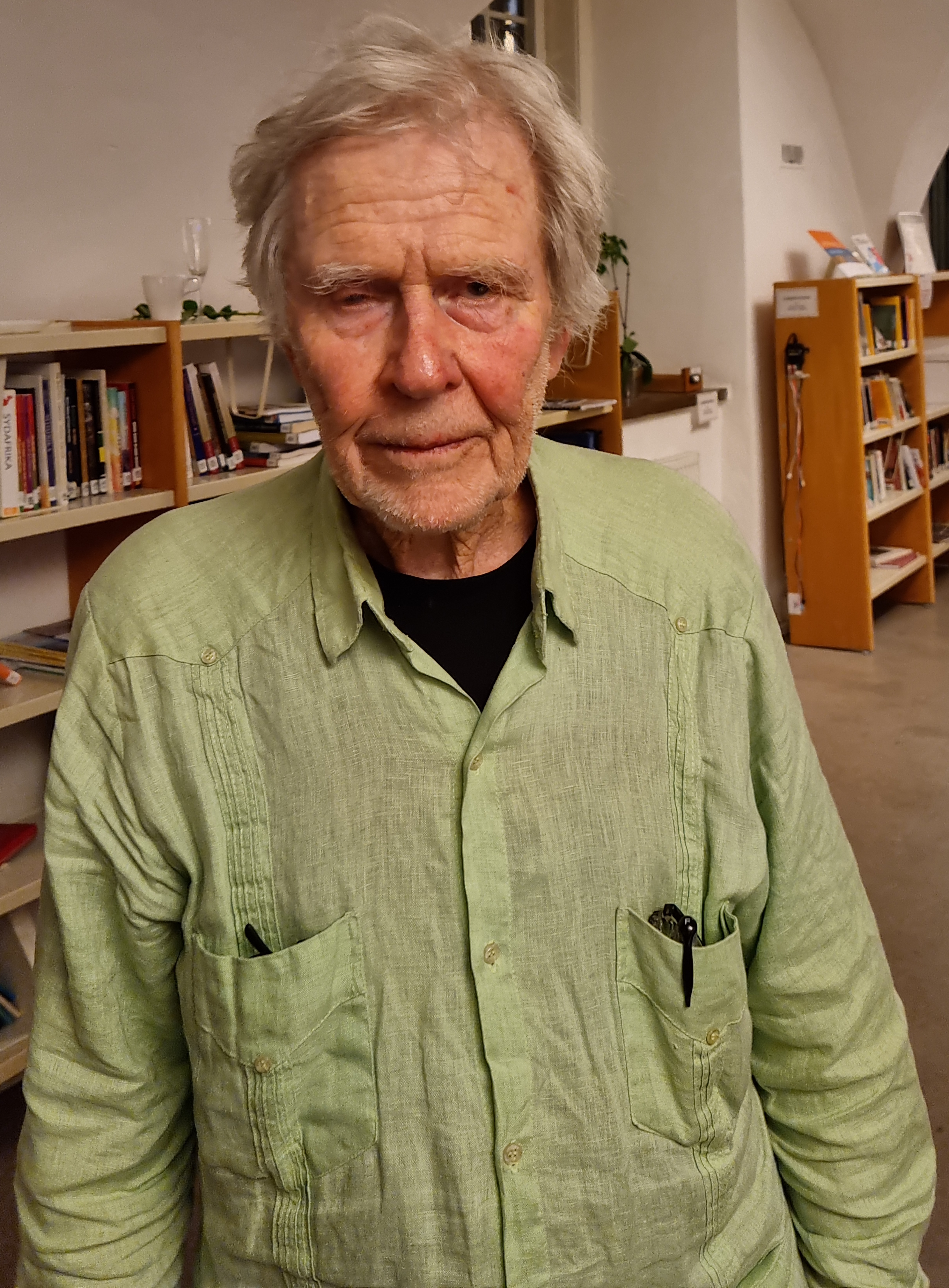
Jan Strömdahl, som var ordförande i föreningen från 2019.

Sedan 2010-talet har organisationen i ökande grad arbetat med frågan om kärnavfallet, och startade tillsammans med Jordens Vänner Miljörörelsens kärnavfallssekretariat, MILKAS, där FMKK och Kvinnor för Fred ingår – förutom Jordens Vänner har även Sveriges energiföreningars riksorganisation (under FMKK:s tidigare ordförande Bryntse), Gröna kvinnor och Falu miljögrupp varit med i samarbetsföreningen. Dessutom är man engagerade i frågan om säkerheten i de svenska kärnkraftverken och av radioaktiva utsläpp av till omgivande luftrum och till Östersjön.
Organisationens medlemsblad heter Medsols.
2004 var fysikern Göran Bryntse ordförande för föreningen, och 2010 var Lotta Hedström parallellordförande tillsammans med Bryntse. Petra Modée var ordförande 2013. Från 2019 innehade Jan Strömdahl posten, och 2024 är Thordis Samuelsson ordförande. Miljöpartistiske trubaduren Roland von Malmborg är engagerad i FMKK sedan många år.